# Carnaxide
Carnaxide é uma vila portuguesa que foi sede da extinta Freguesia de Carnaxide do Município de Oeiras, freguesia que tinha 6,63 km² de área e 25 911 habitantes (2011), tendo, assim, uma densidade populacional de 3 908,1 hab/km². 
A povoação de Carnaxide foi elevada à categoria de vila em 16 de agosto de 1991.
A Freguesia de Carnaxide foi extinta, pela reorganização administrativa de 2012/2013, sendo o seu território agregado ao da Freguesia de Queijas para formar a nova União de Freguesias de Carnaxide e Queijas.
É uma das mais antigas terras documentadas em Portugal. O nome Carnaxide pode ser uma designação filha da palavra árabe "carna-axide", que significa "monte de terra vermelha", e que consequentemente, indica que Carnaxide já era habitada aquando da invasão muçulmana. Mas a  palavra também pode derivar do termo celta "carne-achad", que significa "terra das pedras soltas". Nenhuma das teorias está provada, não obstante servem para confirmar a existência duma população nesta localidade em simultâneo com a presença dos árabes e celtas na "Península Ibérica".[carece de fontes?]
Tem por orago São Romão. 

## Etimologia
Existem outras soluções para o enigma da origem da estranha palavra que intitula esta localidade. Também refere a palavra carn" como de origem céltica, considerando-a responsável pela designação dos muitos "castros" e "crastos" do país, a maior parte de Trás-os-montes.
Por seu turno, José Pedro Machado considera inaceitável que o nome Carnaxide provenha da expressão "ponta de ovelha" e sugere o termo céltico "carn", do qual deriva o inglês "cairn", que significa monte feito de pedras, em estado bruto.
Outros estudiosos do assunto ainda alegam que Carnaxide provém da palavra "kara-a-Cid" uma designação semi-árabe que significa "Casa de Cid", ou seja, casa do Senhor, sabendo-se que os mouros chamavam ao Senhor "Cid" ou "Seide". Nesta perspectiva, em Carnaxide pode igualmente ter derivado da palavra"Kara-a-Seide".
O núcleo antigo de Carnaxide, situado na encosta da Serra com o mesmo nome, tinha outrora um magnífico panorama sobre Linda-a-Pastora e o Jamor.

### Origem Árabe
- Carna-axide: Monte de terra vermelha
- Carn-xate: Ponta de ovelha
- Kara-a-Cid: Casa de Cid (Rodrigo Diaz de Bivar) castelhano que lutou contra os mouros.

### Origem Celta
- Carn-ushold: Carn (monte de pedras, túmulo, memorial); Ushold (de cima)

## História
A 10 de Novembro de 1372, o rei D. Fernando I de Portugal doa ao seu ouvidor Lourenço Anes Fogaça o reguengo de Carnaxide. Mais tarde 13 de fevereiro de 1597 D. Antão de Almada recebe, de El-Rei D. Filipe I, uma Carta de mercê desta freguesia referindo-a como dele a mesma propriedade.
No século XVIII e após o terramoto de 1755, D. José mandou fazer alguns melhoramentos em Carnaxide, nomeadamente a construção de um aqueduto e de um chafariz no centro da vila. No decorrer do século verificou-se também um crescimento significativo da população residente e um acréscimo da produção agrícola.
Nos finais do século XIX foram construídas grandes casas de lavoura e algumas Quintas de recreio que ainda hoje existem.
Povoação muito aprazível e de bons ares foi muito procurada como zona de veraneio. No passado, Carnaxide foi um dos lugares preferidos para mudança de ares, das famílias endinheiradas de Lisboa. Principalmente em época de férias, as famílias endinheiradas da capital, espalhavam-se pelas várias casas de renome de Carnaxide, algumas das quais ainda hoje existem. Por aqui passaram D. Pedro V e a família Real, o poeta Almeida Garrett, Tomás Ribeiro, Camilo Castelo Branco, entre outros.
Carnaxide é a terceira freguesia mais antiga do país, sendo mencionada em documentação oficial pela primeira vez no século XIV, a sua origem remonta ao século XIII.
Esta freguesia foi durante largos anos a de maior população de Portugal, posto esse que pertence atualmente a Algueirão - Mem Martins, até ter sido dada a divisão (no ano de 1993) e separação das freguesias de Linda-a-Velha, Algés, Queijas e Cruz Quebrada - Dafundo.

## Demografia
A população de Carnaxide é segundo os censos de 2011 de 25.911 habitantes tendo crescido bastante em 10 anos, pois nos censos de 2001 eram 21.354 habitantes.

### População
| População da freguesia de Carnaxide | População da freguesia de Carnaxide | População da freguesia de Carnaxide | População da freguesia de Carnaxide | População da freguesia de Carnaxide | População da freguesia de Carnaxide | População da freguesia de Carnaxide | População da freguesia de Carnaxide | População da freguesia de Carnaxide | População da freguesia de Carnaxide | População da freguesia de Carnaxide | População da freguesia de Carnaxide | População da freguesia de Carnaxide | População da freguesia de Carnaxide | População da freguesia de Carnaxide |
| ----------------------------------- | ----------------------------------- | ----------------------------------- | ----------------------------------- | ----------------------------------- | ----------------------------------- | ----------------------------------- | ----------------------------------- | ----------------------------------- | ----------------------------------- | ----------------------------------- | ----------------------------------- | ----------------------------------- | ----------------------------------- | ----------------------------------- |
| 1864                                | 1878                                | 1890                                | 1900                                | 1911                                | 1920                                | 1930                                | 1940                                | 1950                                | 1960                                | 1970                                | 1981                                | 1991                                | 2001                                | 2011                                |
| 2 059                               | 2 082                               | 2 164                               | 5 103                               | 9 800                               | 6 804                               | 12 550                              | 15 345                              | 20 136                              | 28 301                              | 38 745                              | 78 583                              | 79 801                              | 21 354                              | 25 911                              |

Com lugares desta freguesia foi criada, em 1916, a freguesia da Amadora e em 1993 as freguesias de Algés, da Cruz Quebrada-Dafundo, Linda-a-Velha e Queijas

## Economia
A sua principal actividade económica tem residido na presença de um número elevado de grandes empresas como a EFACEC, Sumol ou Mota-Engil, e no pequeno comércio.
Partilha com o município vizinho (freguesia de Alfragide, Amadora) uma das principais zonas comerciais de Lisboa, com vários centros comerciais como o Alegro (centro comercial), a IKEA (a primeira de Portugal), a Decathlon (empresa) (também a primeira de Portugal), Makro, Norauto, Seaside Center, Media Markt, Moviflor, Continente (hipermercados), Jumbo, Tartaruga Imobiliária etc.
Até 2019, ficava também localizada a sede da estação de televisão SIC, quando mudou-se oficialmente para o edifício do Grupo Impresa.

## Equipamentos e espaços públicos
Carnaxide tem um Centro Cívico onde se localiza o Auditório Ruy de Carvalho, a Junta de Freguesia, a Biblioteca Municipal de Carnaxide, um centro de dia e a Paróquia.
Tem ainda vários jardins dos quais se destaca o Jardim Fernando Pessoa.
O Hospital de Santa Cruz, unidade especializada em cardiologia.

## Centro histórico
Igreja de São Romão: devido à sua situação e volumetria, destaca-se do aglomerado envolvente. A igreja está localizada no centro da zona antiga de Carnaxide.
Templo muito antigo dedicado a São Romão, padroeiro dos lavradores, desconhece-se a data de construção da igreja.
no local existiu uma ermida que mais tarde foi reconstruída e convertida em igreja paroquial.
Ao longo dos séculos, o edifício sofreu grandes alterações e remodelações. Na fachada podemos observar duas torres sineiras e está embelezada com um curioso trabalho de cantaria. A pia baptismal e o relógio de sol datam dos finais do século XVI (1588).
Há notícia da conclusão das obras da nave em 1683. O edifício sofreu grandes danos com o terramoto de 1755, mas foi graças ao apoio do rei D. José e ao povo de Carnaxide que foi possível a sua reconstrução.
O interior possui um rico acervo de azulejaria dos séculos XVI e XVIII a revestir a nave e a capela-mor.
No início do século XIX, a capela-mor foi novamente restaurada. Estes trabalhos tiveram a contribuição de alguns artistas famosos, tais como o pintor Pedro Alexandrino e o mestre carpinteiro António Pedroso.

## Chafariz
Localizado na rua 5 de Outubro, no centro da zona antiga de Carnaxide, data do século XVIII. Um brasão real está esculpido no frontispício, por cima de uma inscrição em latim que diz "O rei D. José o mandou fazer em 1766 incluí nas suas obras de reconstrução após o terramoto". Trata-se de um chafariz que recebia água de uma nascente no chamado Sítio das Francesas que alimentava também o chafariz da buraca, numa distância de 19451 palmos (segundo referência da época), mercê de um aqueduto subterrâneo, na sua maior parte.
Atrás do pequeno monumento, frente À igreja de São Romão, foi construído outro chafariz com uma bica, revestido a azulejos datados de 1952 (que representam o século XVII e XVIII), designado por chafariz municipal.

## Serra de Carnaxide
Aqueduto: mandado construir por D. José I no século XVIII. Trata-se de um aqueduto subterrâneo, que conduz a água da nascente, localizado a cerca de 1 km da entrada da galeria do sítio designado das Francesas, até ao Chafariz situado na zona antiga de Carnaxide. As obras começaram em 1765 e no ano seguinte inaugurou-se o Aqueduto e o Chafariz onde chegava fresca e pura a água da serra. Hoje a água foi considerada imprópria para consumo, mas ainda se pode ler no frontispício da fonte, em latim inscrito numa placa de pedra, que "Fildelissimus Rex Josephus I, Liberalis, magnificus alque pius, Jussil ad utilitatem populi hujus, Liberam hanc fluere aquam. Ano Domini MDCCLXVI". Traduzido:"O fidelíssimo rei, ED. José I, liberal, magnifíco e piedoso, mandou que para utilidade deste povo, corresse livre esta água. Ano do Senhor 1766".
Certo é que desde o início do projeto, que os responsáveis pelas obras do Aqueduto das Águas Livres tiveram a clara noção de que  apenas o caudal proveniente da Água Livre era insuficiente para o abastecimento de Lisboa, mesmo contando com o reforço das nascentes subsidiárias já então detectadas. Assim, com o dinheiro do real da água também D. José I mandou construir em Carnaxide casas para a mulher que aleitou a "sereníssima Senhora Infanta" e para o seu criado chamado Diniz (1769).
Exemplo vivo de uma das mais importantes obras pombalinas no concelho, o Aqueduto de Carnaxide, foi mandado construir em 1765 face aos protestos dos habitantes que viam as águas serem desviadas para Lisboa através do Aqueduto das Águas Livres.
Do aqueduto de Carnaxide apenas são visíveis, à superfície as três clarabóias que iluminamo curso de água subterrâneo.mas em baixo há muito mais a registar. A entrada faz-se por uma porta simples com a inscrição "C.M.O 1883" na parte superior. Lá dentro são cerca de 700 metros de escuridão por baixo da terra. Dois de altura por um de largura. Trata-se de um túnel de calcário e lioz com tecto em rocha arredondada que só é possível observar ante a luz artificial de lanternas. De 200 em 200 metros existe um respirador localizando-se o primeiro por baixo da Rua Portal das Terras, segue-se o percurso subterrâneo pela Avenida Portugal, o Bairro da Luta pela Casas e prossegue-se pela estrada nacional que liga Benfica à Amadora. No final sobe-se a serra, sempre debaixo de terra, em direção à mãe-d'água, a 20 metros de profundidade com 20 metros de altura, iluminados por oito janelas. No seu interior existe um pequeno tanque com metro e meio de diâmetro e cerca de 20 centímetros de profundidade que serve de reservatório das águas da nascente e as remete para o fontanário exterior. Ao redor do tanque. estão bancos de pedra. A mãe-d'água está a 300 metros de distância da nascente, parte deles em terra batida. Do espaço consegue-se observar a rocha de onde brota a água que com a ajuda do túnel vai dar ao chafariz, instalado na zona histórica de Carnaxide, frente à igreja de São ROmão e à Casa de Saúde.Das várias estruturas arquitectónicas de mãe-d'água existentes, Carnaxide possui uma das mais trabalhadas. Frequentada outrora por damas da nobreza, a vulnerável mãe-d'água sofreu posteriormente algumas invasões difíceis de controlar pelos zeladores do Aqueduto. Apesar da altura impor respeito, sempre há quem salte pelas janelas com a ajuda de cordas para penetrar em território proibido.

## Santuário da Senhora da Rocha
O Santuário da Senhora da Rocha foi em tempos muito frequentado.

## Património
- Aqueduto, Mina, Mãe de Água, Chafariz e Clarabóias
- Aqueduto das Águas Livres, seus aferentes e correlacionados (concelho de Oeiras: freguesia de Carnaxide)
- Igreja de São Romão
- Santuário da Senhora da Rocha
- Farol da Mama

## Personalidades ilustres
- Visconde de Carnaxide
- pintor José Basalisa